# Casarão José Maurício
Casarão José Maurício é uma casa no Centro de Guarulhos, construída em 1937. Deve seu nome a José Maurício de Oliveira, prefeito da cidade entre 1919 e 1930 e entre 1940 e 1945, que lá morou. A casa, desocupada nos anos 1970, serviu como sede do fórum municipal e outros órgãos do governo, além do Museu Histórico, nos anos 1990.
Em 2013, a construção foi comprada pela Prefeitura de Guarulhos. Mas já nesse período, a casa foi abandonada e, depois, ocupada irregularmente por pessoas em situação de rua. Com o abandono, o bem cultural foi incendiado e até o local de um assassinato.
O casarão foi tombado pela Prefeitura Municipal de Guarulhos em 2000. Após 10 anos, o processo de restauração do casarão foi concluído em 2024, e se tornou um museu da cidade de guarulhos.